# Медведь Бригсби
«Медведь Бригсби» (англ. Brigsby Bear) — американская комедийная драма 2017 года, полнометражный режиссёрский дебют Дэйва Маккери. Мировая премьера фильма состоялась 23 января 2017 года на кинофестивале «Сандэнс». Лента была выбрана в качестве фильма закрытия специальных показов в секции Международной недели критики на 70-м Каннском кинофестивале.

## Сюжет
25-летний Джеймс живёт вместе со своими родителями в изоляции от всего мира. Ежедневно он смотрит свою любимую телепередачу о медведе Бригсби, его комната заполнена кассетами с записями шоу и всевозможными фигурками, так или иначе связанными с его любимым героем. Но однажды ночью он оказывается в совершенно в незнакомом месте в окружении чужих людей. Вместе с телевизионной программой заканчивается и его привычная жизнь — ведь его дом оказывается подделкой. Его окружает ненастоящий пейзаж, в искусственном лесу живут заводные лисы, даже ночь создается исключительно электрогенератором. Теперь Джеймсу остается только одно: разобраться в своем собственном прошлом и, заодно, завершить историю любимого героя. Даже если для этого ему придется снять собственный фильм.

## В ролях
- Кайл Муни — Джеймс Поуп
- Марк Хэмилл — Тед Митчем
- Хорхе Лендеборг мл. — Спенсер
- Мэтт Уолш — Грег Поуп
- Микаэла Уоткинс — Луиза Поуп
- Райан Симпкинс — Обри Поуп
- Грег Киннер — детектив Вогел
- Кейт Лин Шейл — Уитни / сёстры Смайлз
- Алекса Деми — Меридет
- Бек Беннетт — детектив Бандер
- Клэр Дейнс — Эмили
- Джейн Адамс — Эйприл Митчем
- Энди Сэмберг — Эрик